# パトリック・チュッリーア
パトリック・チュッリーア（Patrick Ciurria, 1995年2月9日 - ）は、イタリア・サッスオーロ出身のサッカー選手。ACモンツァ所属。ポジションはフォワード。姓はチュッリア、チューリア、チュリーアなどとも表記される。

## 経歴
イタリアのサッスオーロに生まれ、カステッララーノのちスペツィアの下部組織に在籍。2013年8月24日のセリエB開幕節チッタデッラ戦で後半から交代出場し、トップチームにデビューした。10月8日にはクラブと4年契約で初のプロ契約を結んだ。
2016年8月8日、レガ・プロのズュートティロールにレンタル移籍で加入した。
2017年1月24日、レガ・プロのシエーナにレンタル移籍で加入した。
2017年8月4日、セリエC（旧称レガ・プロ）のポルデノーネに完全移籍で加入した。在籍2年目の2018-19シーズンにポルデノーネはジローネBで優勝。クラブにとって初のセリエBの舞台となった2019-20シーズンに、チュッリーア自身はリーグ戦35試合に出場し5得点を記録。続く2020-21シーズンはリーグ戦36試合に出場し9得点、さらにリーグ最多となる11アシストを挙げた。4年間の在籍で公式戦149試合に出場し23得点29アシストの記録を残した。
2021年7月31日、セリエBのモンツァに3年契約で加入した。このシーズンに自身はリーグ戦34試合に出場し5得点を挙げると、モンツァは昇格プレーオフを制してクラブ創設後初となるセリエAへの参戦を決めた。2022年8月13日に行われた2022-23シーズン開幕節のホームでのトリノ戦で、後半18分からジャンルカ・カプラーリに代わって出場しセリエAにデビュー。2023年1月7日のホームでの第17節インテル戦で、前半11分にマッテオ・ペッシーナのアシストから1-1の同点弾となるセリエAでの初得点を決めた。

## タイトル
ポルデノーネ
- セリエC（ジローネB）：2018-19
- スーペルコッパ・セリエC：2019